# Santa Ana, Salvador Escalante
Santa Ana är en ort i Mexiko.   Den ligger i kommunen Salvador Escalante och delstaten Michoacán de Ocampo, i den södra delen av landet, 280 km väster om huvudstaden Mexico City. Santa Ana ligger 2 027 meter över havet och antalet invånare är 312.
Terrängen runt Santa Ana är lite bergig. Runt Santa Ana är det ganska tätbefolkat, med 78 invånare per kvadratkilometer. Närmaste större samhälle är Santa Clara del Cobre, 14,3 km öster om Santa Ana. I omgivningarna runt Santa Ana växer huvudsakligen savannskog.